# Hamar
Hamar je město a obec v Norsku, je jedním ze správních center kraje Innlandet. Hamar leží na pobřeží jezera Mjøsa, norského největšího jezera. Na severozápadu hraničí s Ringsakerem, na severu s Åmotem, na východě s Løten, a na jihu se Stange.

## Dějiny
Mezi lety 1000 př. n. l. a 500 př. n. l. byla usedlost Aker pravděpodobně nejdůležitějším mocenským centrem Norska, dnes leží jen několik kilometrů od současného Hamaru (2005). Po christianizaci Norska kolem roku 1030, začal Hamar získávat vliv coby centrum obchodu a náboženství, legát Nikolaus Breakspear roku 1152 učinil Hamar jednou z pěti diecézí středověkého Norska. Město zůstalo na dlouhou dobu významným náboženským a politickým centrem Norska, byla zde zřízena katedrála a biskupské panství. Při reformaci roku 1536, ztratilo statut biskupství. Katedrála byla zničena roku 1567 během severské sedmileté války se Švédskem, a roku 1568 se rozpadl i trh, pod vlivem Oslo. Od té doby, pak Hamar postupně ztrácel svůj význam obchodního centra.

## Současné město
Současné město Hamar bylo založeno králem Oskarem I. roku 1849 jako obchodní centrum kilometr na jih od středověkého města.

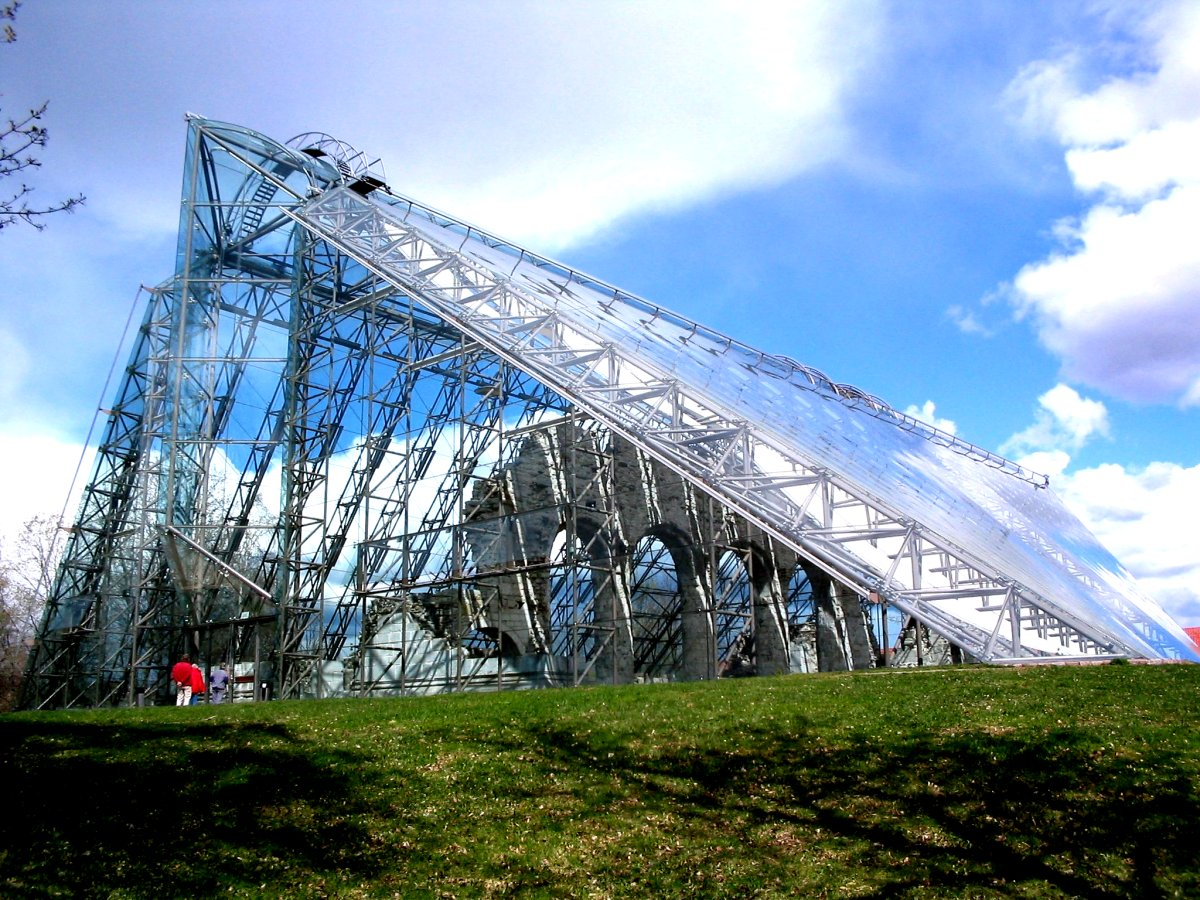
Ruiny katedrály kryté proskleným pláštěm

Muzeum Hedmarky je na Domkirkeodden a je významným orientačním bodem. Muzeum zahrnuje pozůstatky středověké katedrály chráněné proskleným pláštěm, biskupskou pevnost a soubor starých selských domů. Muzeum je kombinací středověkého, etnologického a archeologického muzea, obdrželo ceny za sblížení potřeb konzervace a vystavování. Zároveň poskytuje přístřeší rozsáhlému fotografickému archívu kraje Hedmark.

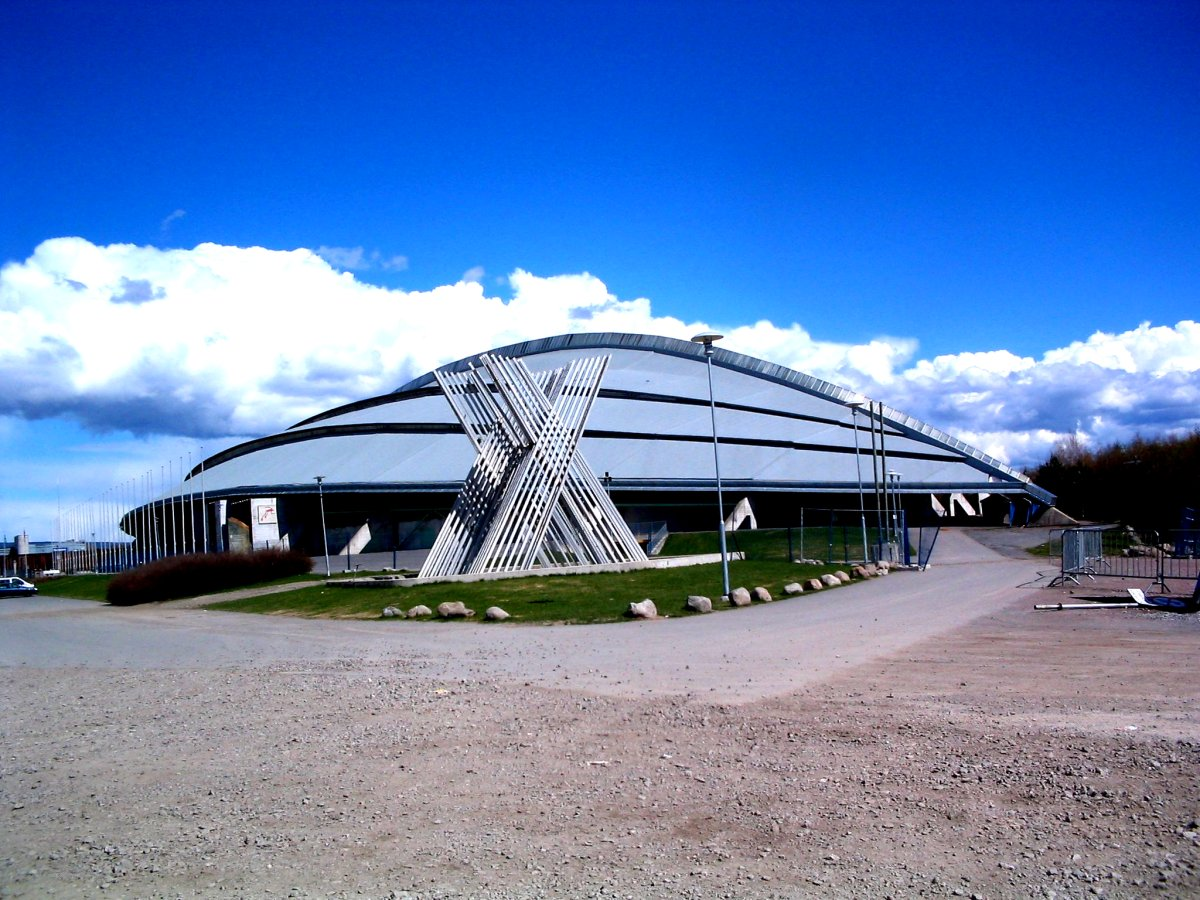
Rychlobruslařská hala Vikingskipet

Hamar je také znám svou krytou rychlobruslařskou halou Vikingskipet (česky Vikinská loď). Aréna byla postavena pro rychlobruslařské závody XVII. zimních olympijských her, jejichž pořadatelem byl nedaleký Lillehammer.
Centrum Hamaru je pěší zónou, s knihovnou, kinem a tržištěm na Stortorget (náměstí) na západní straně, a Østre Torg (východní náměstí) na východní straně.
Hamar je důležitým železničním uzlem mezi dvěma tratěmi na Trondheim. Rørosbanen – stará železnice – odbočuje z hlavní trati Dovrebanen. V Hamaru je také Norské železniční muzeum – Norsk Jernbanemuseum.

## Partnerská města
- Greifswald, Německo
- Lund, Švédsko
- Fargo, USA
- Porvoo, Finsko
- Viborg, Dánsko
- Karmiel, Izrael
- Dalvík, Island
- Chán Júnis, Palestinská autonomie